# ヴァレリオ・フィオーリ
ヴァレリオ・フィオーリ（Valerio Fiori、1969年4月27日 - ）は、イタリア、ローマ出身の元サッカー選手である。ポジションはGK。

## 略歴
1999年にイタリアのピアチェンツァからACミランへ移籍。しかし、ミランでの出場機会は限られており、在籍9年で公式戦は3試合しか出場しなかった。ミランでの彼の仕事は専らピルロやセードルフのフリーキック練習の相手をすることであったが、ミランに必要不可欠な存在であるのは言うまでもなく、フィオーリの第3GKとしての心得をミラン首脳陣は高く評価していた。なお、以前所属していたラツィオ、カリアリでは年間30試合近くこなすこともあった経験豊富なベテランで、かつてはU-21イタリア代表に選ばれたこともある。特にラツィオ時代は、セリエA昇格に貢献している。
現在は、ACミランでゴールキーコーチをしている。

## エピソード
なお、余った時間を活用して、弁護士の資格をとるために学業にも励んでおり、2007年にはローマ・ラ・サピエンツァ大学で法学位を取得した。

## 選手経歴
- 1985-1985  ロディジャーニ
- 1986-1993  ラツィオ
- 1993-1996  カリアリ
- 1996-1997  チェゼーナ
- 1997-1998  フィオレンティーナ
- 1998-1999  ピアチェンツァ
- 1999-2008  ACミラン

## 獲得タイトル
- スクデット 1回（2003年/2004年）
- UEFAチャンピオンズリーグ 1回（2002年/2003年）
- コッパ・イタリア 1回（2002年/2003年）